# María Elvira Arango
María Elvira Arango Pardo (Bogotá, 3 de junio de 1967) es una periodista, locutora y presentadora de televisión colombiana. Actualmente es presentadora y directora del programa Los informantes.

## Biografía
Estudió periodismo y comunicación social en la Pontificia Universidad Javeriana. Inició su carrera en la televisión como presentadora suplente en Noticiero 24 Horas, bajo la dirección de María Isabel Rueda, para luego ser presentadora oficial al lado de Adriana Arango Muñoz y Javier Hernández Bonnet. Su estadía en el noticiero fue hasta 1993.
En 1997 pasó a la radio en Radionet, dirigiendo noticias y reportajes. Después hizo parte del equipo del programa "Sábado Nuestro" de Caracol Radio, luego en La FM y más tarde en La W Radio, con Julio Sánchez Cristo.
Entre sus trabajos en los medios se han incursionado en CBS Telenoticias. Presentó CM& entre 1995 y 1998. Posteriormente presentó con Jorge Alfredo Vargas, Vicky Dávila y Juan Eduardo Jaramillo en Noticias RCN en dos ocasiones 1998-1999 y 2005-2006. Regresó a La W Radio en el programa La hora del Regreso entre 2007 y 2009.
Fue corresponsal en Londres y en Miami para Caracol Radio. En 2006 creó y dirigió la revista para hombres Revista DonJuan, y en 2011 fundó Bocas, la revista del domingo de El Tiempo. En 2013 regresó a la televisión como presentadora y directora del programa Los informantes de Caracol Televisión.

## Premios de Los Informantes

### Premios Talento Caracol
| Año  | Categoría                                        | Resultado |
| ---- | ------------------------------------------------ | --------- |
| 2014 | Mejor Programa Informativo o Programa de Opinión | Nominado  |

### Premios India Catalina
| Año  | Categoría                                     | Resultado |
| ---- | --------------------------------------------- | --------- |
| 2014 | Mejor Producción Periodística para Televisión | Nominado  |
| 2015 | Mejor Producción Periodística para Televisión | Ganador   |
| 2016 | Mejor Producción Periodística para Televisión | Nominado  |
| 2017 | Mejor Producción Periodística para Televisión | Ganador   |